# Семёнов, Сергей Алексеевич (хоккеист, 1951)
Сергей Алексеевич Семёнов (1952—2001) — советский игрок в хоккей с мячом.

## Карьера
Воспитанник архангельского хоккея с мячом.Начал играть в 1963 г.в детской команде,затем в юношеской команде"Водника"-с 1967 г. В 1968 году дебютировал в «Воднике». Играл в нападении до 1977 года. За 9 сезонов забил 178 мячей в 180 матчах, что является рекордом клуба в чемпионатах СССР.В течение семи сезонов являлся лучшим бомбардиром Водника. Входил в символическую сборную сезона 1973 года.Был капитаном команды(1973).
Мастер спорта СССР(1970).
В 1970 году стал чемпионом мира среди юниоров. На чемпионате стал лучшим бомбардиром  и включен в символическую сборную мира. В сборной СССР 1 матч (1974). Серебряный призер международного турнира на призы газеты"Советская Россия"в составе сб.СССР. 
Сергей Семенов рано ушёл из большого хоккея, в возрасте 26 лет. В тот сезон «Водник» покинул высшую лигу. Отыграв сезон в омской «Юность», вернулся в Архангельск, но не смог укрепиться в составе.
Неплохо играл в хоккей на траве.Выступал за Водник(1969-1973).
Скончался 12 января 2002 года. Похоронен в Архангельске на Кузнечевском кладбище.